# Sixième pandémie de choléra
La sixième pandémie de Choléra est une épidémie majeure de choléra qui a commencé en Inde, où elle a tué plus de 800 000 personnes, et s'est propagée au Moyen-Orient, en Afrique du Nord, en Europe de l'Est et en Russie entre 1899 et 1923.

## Histoire
Au tournant du XXe siècle, les cas de choléra ont augmenté en nombre à Calcutta, à Bombay et à Chennai, en Inde. Pour 1904, le nombre de morts dans le pays avait atteint les 189 955. Entre 1905 et 1908, près de 526 000 décès ont été enregistrées par an. Le chiffre de victimes mortelles ne descendit que jusqu'en 1909, avec 227 842 décès.
Selon Leonard Rogers, à la suite d'une épidémie de choléra lors de la Kumbh Mela d'Haridwar, l'épidémie s'est propagée en Europe via le Pendjab, l'Afghanistan, la Perse et le sud de la Russie.

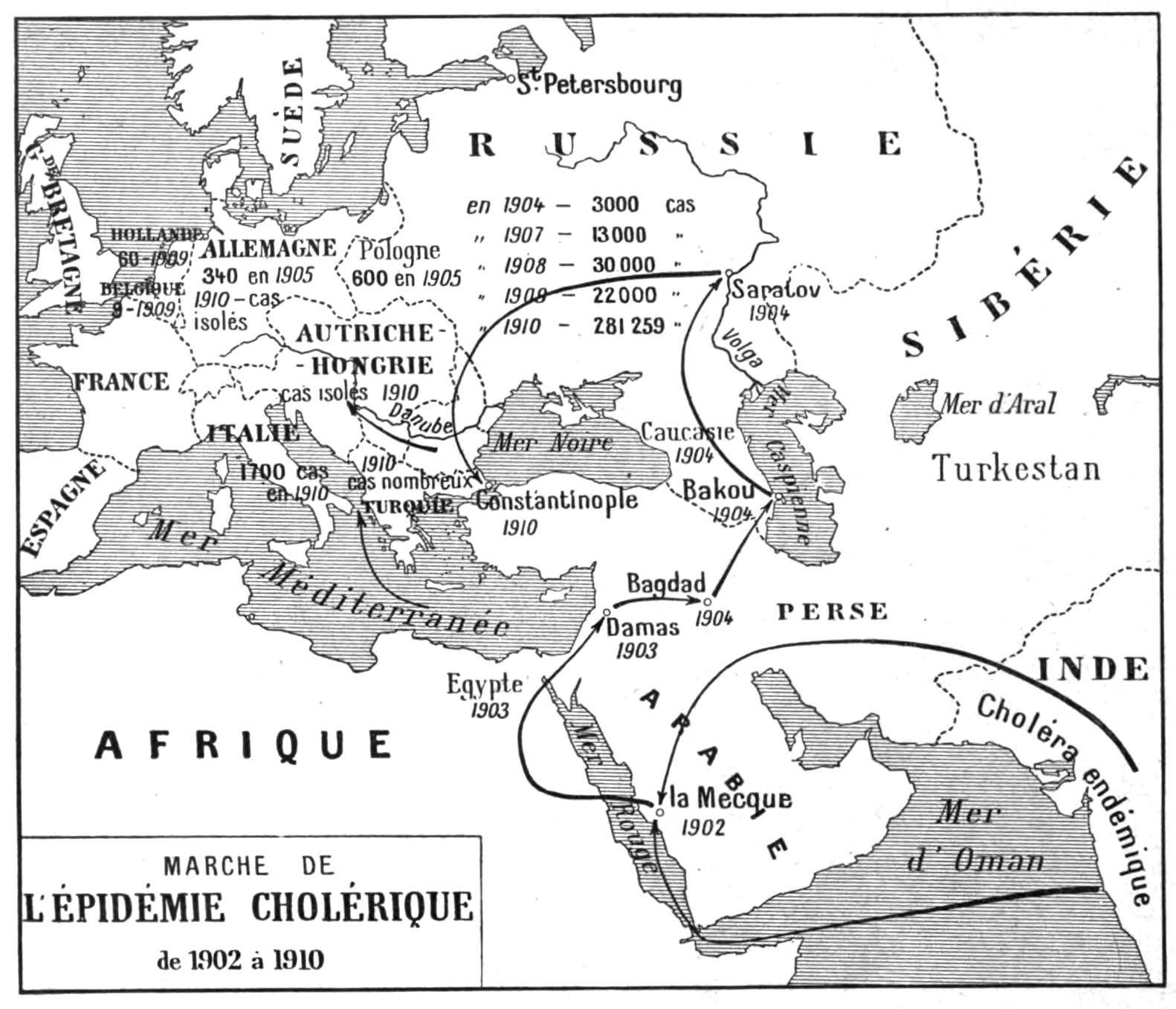
Carte française (publiée en 1911) montrant l'évolution de l'épidémie de choléra de 1902 à 1910.

La dernière épidémie de choléra aux États-Unis a eu lieu en 1910–1911 lorsque le bateau à vapeur Moltke a amené des personnes infectées à New York depuis Naples. Les autorités sanitaires vigilantes ont isolé les personnes infectées sur l'île de Swinburne, construite au XIXe siècle en tant qu'installation de quarantaine. Onze personnes sont décédées, dont un travailleur de la santé à l'hôpital de l'île.

### Pages connexes
- Épidémie de choléra